# 9373 Hamra
9373 Hamra è un asteroide della fascia principale. Scoperto nel 1993, presenta un'orbita caratterizzata da un semiasse maggiore pari a 2,5971458 UA e da un'eccentricità di 0,1307044, inclinata di 2,38570° rispetto all'eclittica.